# Chézery-Forens

Chézery-Forens este o comună în departamentul Ain din estul Franței.